# Ombre volanti
Le ombre volanti o bande volanti sono un fenomeno ottico, visibile ad occhio nudo, che avviene, solo per pochi istanti sul suolo terrestre, immediatamente prima (nel secondo contatto o primo contatto interno) e immediatamente dopo (nel terzo contatto o secondo contatto interno) della fase di totalità di un'eclissi solare.  Si tratta di lunghissime e sottili ombre ondulate e parallele, di luce-buio, in rapidissimo movimento su tutto il suolo terrestre.
La causa principale di tale fenomeno è la turbolenza dell'atmosfera terrestre, resa ben visibile dalla sottile lama di luce che si viene a creare negli istanti attorno alla totalità, che crea appunto delle rapide fluttuazioni di luce-buio. Tuttavia, si sono aperte altre teorie sulla causa, ad esempio quella dell'emissione di infrasuoni.